# Yosgart Gutiérrez
Yosgart Ernesto Gutiérrez Serna  (Guasave, Sinaloa, 15 de marzo de 1981), es un exfutbolista y youtuber mexicano; se desempeñaba en la posición de Guardameta y se retiró en el Club Necaxa de la Primera División de México. 

## Trayectoria

### Cruz Azul
Llegó a Cruz Azul en junio de 1997.
En la Temporada 2003-2004 fue registrado con Cruz Azul Oaxaca, filial de la Máquina Celeste en la Primera División 'A'; hizo su presentación el 9 de agosto de 2003, en la Jornada 1 del Apertura 2003 enfrentando a Zacatepec en el Estadio Benito Juárez de Oaxaca; el cuadro local perdió 0-1. 
Debutó con la Máquina Celeste del Cruz Azul en la Primera División de México, el 10 de febrero de 2008, enfrentando a Club Necaxa en el Estadio Victoria, en partido correspondiente a la Jornada 4 del Clausura 2008; el encuentro finalizó 2-0 a favor de los necaxistas. En el encuentro le cometió una falta a Walter Gaitán dentro del área por lo que el árbitro marcó penal y Hugo Rodallega marcó desde los once pasos al minuto seis. 
Tras su debut, regresó al arco en la Jornada 12 para ya no salir del once inicial del equipo dirigido por el uruguayo Sergio Markarián. En mayo de 2008 fue Subcampeón de Liga al caer ante Club Santos Laguna por marcador global de 3-2 (Estadio Azul 1-2 y Estadio Corona 1-1).
En el verano del 2008 se gestó la salida del "Conejo" Oscar Pérez, dejándolo con la responsabilidad absoluta debajo de los tres palos. En el Apertura 2008 fue nuevamente Subcampeón de Liga luego de caer ante los Diablos Rojos del Toluca en tanda de penales, esto tras empartar en el global (Estadio Azul 0-2 y Estadio Nemesio Díez 0-2).
En el Clausura 2009 jugó 11 partidos, hasta que Alfonso Blanco Antúnez se hizo de la titularidad. 
En el verano del 2009, José de Jesús Corona se incorporó a la Máquina Celeste, provocando que Yosgart registrara 48 partidos (20 de Liga, 16 de CONCACAF, 10 de Copa México y 2 de Libertadores) entre el Apertura 2009 y el Clausura 2013.

### Atlante
En la Temporada 2013-2014 jugó para los Potros de Hierro del Atlante.
Al finalizar el Clausura 2014, el conjunto atlantista descendió a la División de Plata.

### Cruz Azul (Segunda etapa)
De cara al Apertura 2014 retornó a la Máquina Celeste del Cruz Azul. Integró el plantel que acudió a la Copa Mundial de Clubes de la FIFA 2014 en Marruecos.

### Universidad Nacional
Durante el 2015 militó en Club Universidad Nacional; con los Pumas solo tuvo actividad en la Copa México.

### Necaxa
Para el Clausura 2016 fue cedido a préstamo al Club Necaxa en la Liga de Ascenso de México.
Con los Rayos ganó el Clausura 2016 y la Final de Ascenso 2015-16, al vencer a Mineros de Zacatecas y a Fútbol Club Juárez, respectivamente, logrando así el regreso al Máximo Circuito.
Para el Apertura 2016, Necaxa llegó a un acuerdo con Cruz Azul –dueño de su carta– para extender su permanencia con el cuadro de Aguascalientes.
El 28 de mayo de 2020, anunció su retiro de las canchas.

### Fútbol 7
En enero de 2024 se presentó al draft de la  Américas Kings League -una liga profesional de fútbol 7-, siendo seleccionado por el equipo Raniza FC. Sin embargo dejó la competición en marzo de ese año, siendo remplazado por Bernardo Lugo.

## Clubes
| Club                       | País   | Año           |
| -------------------------- | ------ | ------------- |
| Cruz Azul                  | México | 2001-2013     |
| Cruz Azul Oaxaca (Cárnet)  | México | 2003-2006     |
| Cruz Azul Hidalgo (Cárnet) | México | 2007-2008     |
| Atlante                    | México | 2013-2014     |
| Cruz Azul                  | México | Apertura 2014 |
| UNAM                       | México | 2015          |
| Club Necaxa                | México | 2016-2020     |

### Partidos y goles recibidos
| Competencia                      | Partidos | Goles recibidos |
| -------------------------------- | -------- | --------------- |
| Primera División de México       | 92       | 124             |
| Primera División 'A'             | 63       | 74              |
| Copa México                      | 50       | 68              |
| Liga de Campeones de la Concacaf | 16       | 16              |
| InterLiga                        | 3        | 4               |
| Copa Libertadores 2012           | 2        | 2               |
| Total                            | 226      | 288             |

## Palmarés

### Campeonatos nacionales
| Categoría                 | Título                      | Club      | País   |
| ------------------------- | --------------------------- | --------- | ------ |
| Copa México               | Copa México Clausura 2013   | Cruz Azul | México |
| Liga de Ascenso de México | Clausura 2016               | Necaxa    | México |
| Liga de Ascenso de México | Final de Ascenso 2015-16    | Necaxa    | México |
| Copa México               | Copa México Clausura 2018   | Necaxa    | México |
| Copa México               | Supercopa de México 2017-18 | Necaxa    | México |